# Heinrich III. (Meißen)

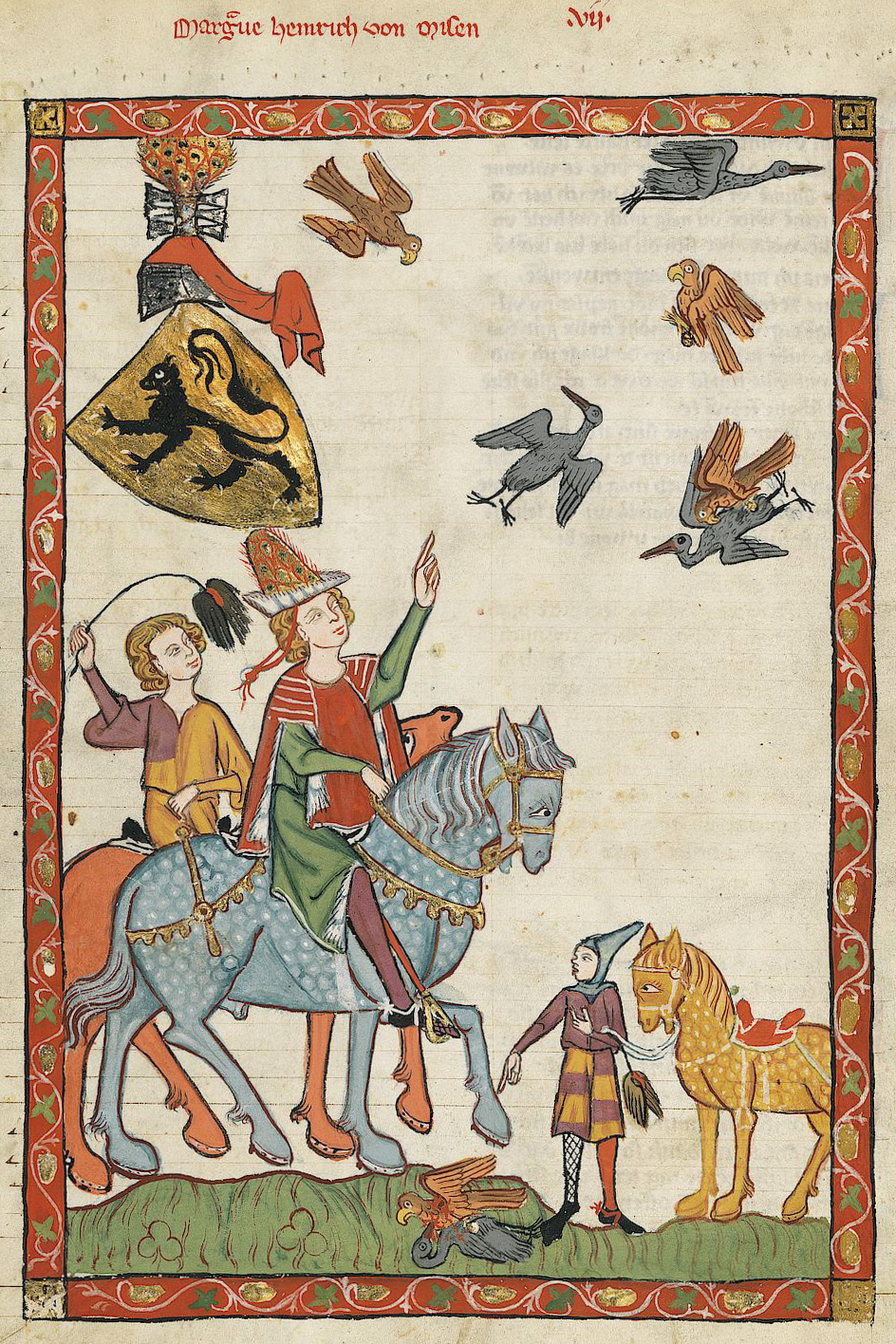
Markgraf Heinrich von Meißen (Codex Manesse, 14. Jahrhundert)

Heinrich III. oder Heinrich der Erlauchte (* um 1215 in Meißen?; † 15. Februar 1288 in Dresden) war seit 1221 als Heinrich III. Markgraf von Meißen und als Heinrich IV. Markgraf der Lausitz sowie ab 1247 Landgraf von Thüringen und Pfalzgraf von Sachsen aus dem Hause Wettin.

## Leben
Heinrich kam als jüngster Sohn Dietrichs des Bedrängten und Jutta von Thüringen um 1215 auf die Welt. 1221 folgte er seinem Vater, der wettinischer Markgraf von Meißen war, unter Vormundschaft seines Oheims, des Landgrafen Ludwig (des Heiligen) von Thüringen, und nach dessen Tod 1227 unter Vormundschaft Herzog Albrechts I. von Sachsen.
1230 wurde er für mündig erklärt und 1234 mit Constanze, der Tochter des Herzogs Leopold VI. von Österreich, vermählt. Mit ihr hatte er zwei Söhne Albrecht (1240–1314/15) und Dietrich (1242–1285).
Seinen ersten Feldzug erlebte Heinrich 1237 im Kreuzzug gegen die Prußen (erfolglose Belagerung der Burg Balga) und geriet bald darauf mit den gemeinsam regierenden askanischen Markgrafen von Brandenburg, Johann I. und Otto III., in Fehde. Heinrich scheiterte letztlich mit der Absicht, aus der Niederlausitz heraus östlich an Berlin vorbei in den noch herrschaftsfreien Raum vorzustoßen. Er musste 1245 nach dem sechsjährigen Teltow-Krieg seine beiden Herrschaftszentren auf dem Teltow, Köpenick und Mittenwalde an die Mark Brandenburg abtreten. Auch sein Versuch, auf dem Barnim um Hönow eine kleine Herrschaft einzurichten, war nach diesem Krieg gescheitert. Zur selben Zeit gewann er allerdings das Gebiet Schiedlo, wo er Fürstenberg (Oder) gründete. 1248 gründete Heinrich das Zisterzienserinnenkloster Marienthron. Weiterhin stiftete er 1268 das Zisterzienserkloster Neuzelle sowie das Klarissenkloster Seußlitz.

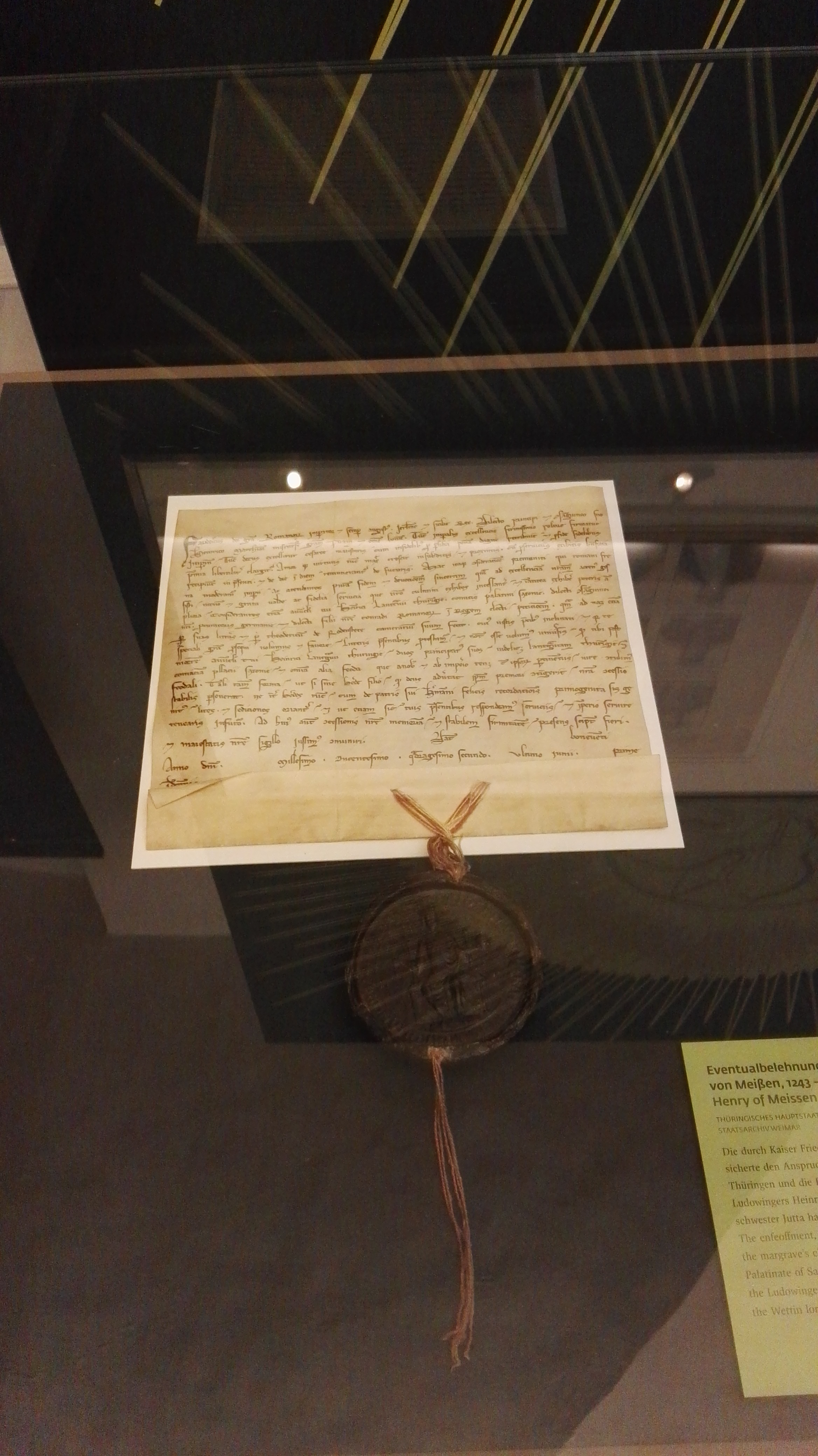
Eventualbelehnung Heinrichs mit Thüringen

Im Kampf zwischen Kaiser und Papst ergriff Heinrich mit Entschiedenheit Partei für den Kaiser. Zum Dank dafür erteilte ihm Friedrich II. 1242 eine Eventualbelehnung mit Thüringen und der Pfalz Sachsen und verlobte 1243 seine Tochter Margaretha mit Heinrichs Sohn Albrecht.
Erst nach dem Abzug Konrads IV. aus Deutschland erkannte Heinrich den Gegenkönig Wilhelm von Holland an. Seinen Anspruch auf Thüringen konnte er nach Heinrich Raspes Tod 1247 nur mit dem Schwert gegen Sophie von Brabant, Tochter Ludwigs des Heiligen und Gemahlin des Herzogs Heinrich II. von Lothringen und Brabant, und den Grafen Siegfried von Anhalt behaupten. Nach langwierigem Krieg, dem sog. Thüringisch-Hessischen Erbfolgekrieg, war er gezwungen, die hessischen Landesteile an Sophies Sohn Heinrich I. von Hessen (auch „Heinrich das Kind“ genannt) abzutreten. Ihm blieben jedoch Thüringen, das er seinem Sohn Albrecht unterstellte, sowie die Pfalz Sachsen. Diese Erwerbungen vergrößerten den wettinischen Länderbesitz, der jetzt von der Oder bis zur Werra, vom Erzgebirge bis zum Harz reichte.

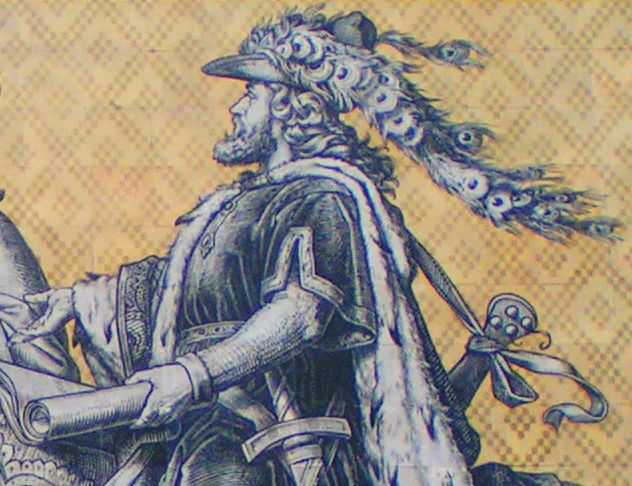
Heinrich der Erlauchte (Dresden, Fürstenzug, Ende 19. Jahrhundert)

 Allein häusliche Zwistigkeiten, hervorgerufen durch die Unwürdigkeit seines Sohns, Albrechts des Entarteten, trübten die späteren Jahre seiner Regentschaft und zerrütteten noch lange nach seinem Tod 1288 sein Haus.
Heinrich war ein tapferer, edler, gerechter, kunstsinniger, freigebiger und prachtliebender Fürst (Henricus illustris). In zweiter Ehe war er nach dem Tode Constanzes († 1243) seit 1244 oder 1245 mit Agnes von Böhmen († 10. Oktober 1268) vermählt. Seine dritte Ehe schloss er zwischen 1268 und 1273 mit der Ministerialentochter Elisabeth von Maltitz (1238/39–1333), die ihm Friedrich Clem (1273–1316) und Hermann den Langen gebar.
In der Großen Heidelberger Liederhandschrift (Codex Manesse) erscheint Heinrich als Minnesänger; eine Seite der Handschrift (14v) ist einem Bild von ihm gewidmet, dann zwei Seiten (15r & 15v) seinen Gedichten. In literaturwissenschaftlichen Darstellungen wird er oft schlicht als Heinrich von Meißen bezeichnet; diese Bezeichnung wird ebenfalls für Heinrich Frauenlob gebraucht, was leicht zu Verwechslungen führt, zumal Frauenlobs Lieder in derselben Handschrift überliefert sind.

## Belletristische Rezeption
2009 kommt Heinrich in Margareta, dem ersten Band des zweiteiligen Romans Der Verleumdete. Die Geschichte des Landgrafen Albrecht II. von Thüringen von Bernd Kaufmann als eine Nebenfigur vor. Als ambivalent gezeichnete wichtige Nebenfigur ist Heinrich wesentlicher „Verantwortlicher“ der Handlung des 2016 erschienenen Romans „Der Sünderchor“ von Nadja Beinert und Claudia Beinert. Eine zentrale Rolle als „vielleicht strahlendste[r] Fürst seiner Zeit“ spielt er im 2023 erschienenen Roman „Der Silberbaum – Die siebente Tugend“ von Sabine Ebert. Die Darstellung in Eberts Roman bezieht sich dabei auf die Position Heinrichs als Reichsfürsten bzw. Mark- und Landgraf wie auch seine Hofhaltung an noch heute historisch bedeutenden Burgen und Orten der sächsisch-thüringischen Geschichtslandschaft. Gestützt wird die Darstellung im historischen Roman Sabine Eberts durch zahlreiche Quellen und Sekundärliteratur.